# An Thủy
An Thủy là một xã thuộc huyện Lệ Thủy, tỉnh Quảng Bình, Việt Nam.

## Địa lý
Xã An Thủy cách trung tâm thị trấn Kiến Giang khoảng 1,5 km, có vị trí địa lý:
- Phía bắc, tây bắc giáp xã Sơn Thủy và xã Hoa Thủy
- Phía đông giáp xã Lộc Thủy
- Phía đông nam giáp xã Phong Thủy
- Phía tây giáp xã Phú Thủy
- Phía tây nam giáp xã Xuân Thủy.

Xã An Thủy có diện tích 22,76 km², dân số năm 2019 là 9.774 người, mật độ dân số đạt 429 người/km².
An Thủy có sông Kiến Giang chảy qua phía đông xã, ở đoạn cuối (thôn Phú Thọ) trước khi đổ ra phá Hạc Hải.

## Hành chính
Xã An Thủy được chia thành 6 thôn: Lộc Thượng, Lộc Hạ, Lộc An, Thạch Bàn, Phú Thọ, Tân Lệ với tổng cộng 19 xóm.

## Kinh tế
Kinh tế chủ yếu là nông nghiệp, ngoài ra còn có hoạt động buôn bán, tiểu thủ công nghiệp. 